# Belmonte (corveta)
A Belmonte foi um navio de guerra que serviu a Armada Imperial Brasileira durante as guerras do Uruguai e Paraguai. Foi um dos navios que participaram da Batalha Naval do Riachuelo. Possui conexão significativa com a história de Brusque.

## História
A Corveta Mista a Hélice Belmonte foi construída nos estaleiros Augustin Normand, em Le Havre, França em 1856 tendo seu lançamento ao mar em 1857. A construção da embarcação foi supervisionada pelo Engenheiro Naval Trajano Augusto de Carvalho e pelo Almirante Tamandaré. Seu nome Belmonte foi uma homenagem as cidades de mesmo nome nas províncias da Bahia e Pernambuco. Após testes foi incorporada a armada em 1858, tendo seu primeiro comandante o Capitão-de-Mar-e-Guerra Lourenço da Silva Araújo Amazonas, e atracou no Brasil em 29 de maio de 1859.
Uma das primeiras missões que lhe foi confiada foi a de se juntar a divisão naval (Almirante Tamandaré), sob o comando do Primeiro-Tenente Antônio Carlos de Mariz e Barros, composta pela Fragata Amazonas e a Canhoneira Paraense, entre os meses de outubro e novembro de 1859, para escoltar o Vapor Apa que conduzia a família imperial em visita as províncias do nordeste. Em janeiro de 1860 esteve no Desterro, em Santa Catarina, onde o Primeiro-Tenente Mariz e Barros foi substituído no comando pelo Primeiro-Tenente Antônio Luiz Von Hoonholtz, em fevereiro desse ano.

### Guerra do Uruguai
Durante a Guerra do Uruguai Belmonte foi incorporada no mês de julho de 1864 a esquadra que tinha como missão operar contra navios leais a Atanasio Aguirre. Neste momento estava sob o comando do Capitão-Tenente Luís Maria Piquet.
Durante o cerco de Paysandú a corveta participou, juntamente com as corvetas Recife, Parnahyba e as Canhoneiras Araguaya e Ivahy, no desembarque de cerca de 400 soldados entre imperiais-marinheiros, soldados do batalhão naval e praças 1º Batalhão de Infantaria de Linha além de peças de artilharia. A batalha terminou em 2 de janeiro de 1865 com vitória brasileira.

### Guerra do Paraguai
Fazendo parte da Esquadra formada pela Fragata Amazonas (capitânia), pelas Corvetas Beberibe, Jequitinhonha e Parnahyba e pelas Canhoneiras Araguary, Mearim, Ipiranga e Iguatemy comandada pelo Almirante Francisco Manuel Barroso da Silva, partiu de Buenos Aires no dia 30 de abril em direção ao Rio Paraná rumo à localidade de Três Bocas para efetivar o bloqueio dos portos sob o controle das Forças paraguaias naquelas águas. Para essa missão, recebeu a bordo 95 praças da Polícia do Rio de Janeiro e do 1º Batalhão de Artilharia do Exército, com três oficiais. No dia 9 de junho de 1865, o Capitão-Tenente Luis Maria Piquet foi substituído no comando do navio pelo 1º Tenente Joaquim Francisco de Abreu devido a uma enfermidade por ele contraída.
Após derrotaram os paraguaios no combate naval de corrientes em 10 de junho do mesmo ano, a esquadra partiu para as proximidades de um pequeno afluente do rio Paraná, chamado Riachuelo.
No dia 11 de junho se inicia a Batalha Naval do Riachuelo, quando a esquadra brasileira avista a esquadra paraguaia que tinha o intuito de capturar os navios da armada imperial para si. As 09:00 começa o embate. A corveta Belmonte, com uma tripulação de 109 praças e seis oficiais, além do contingente da Polícia do Rio de Janeiro e do 1º Batalhão de Artilharia, num determinado momento da batalha fica sob fogo da artilharia paraguaia se incendiando e com 37 rombos no casco, 9 mortos e 22 feridos, é conduzida pelo Primeiro-Tenente Joaquim Francisco de Abreu, ferido em combate, para uma ilha próxima se encalhando de propósito para não afundar.
Após seu conserto participou das ações em Mercedes, Cuevas, Passo da Pátria, Curuzu, Curupaíti, Angostura e nas ações finais da campanha do Paraguai.
Seu último comandante foi o Capitão-Tenente Júlio César de Noronha em 1876.
Foi descomissionada em Pernambuco, por meio de Aviso de 16 de janeiro de 1878, sendo então desarmada e posta a venda em leilão público.

## Origem do nome “Brusque”
A embarcação tem conexão significativa com a história de Brusque. 
No dia 25 de julho de 1860, atracou no Porto de Itajaí a embarcação "Belmonte", que havia partido de Desterro, atual Florianópolis. A bordo estavam importantes políticos catarinenses como o presidente da Província, Dr. Francisco Carlos de Araújo Brusque, o Major João de Souza Melo e Alvim e Alvin, o Dr. Joaquim Monteiro Caminhoa e o Barão Maximiliano von Schnéeburg.
Além da tripulação, Belmonte trazia consigo 55 imigrantes alemães que iniciaram oficialmente a colonização do Vale do Itajaí-Mirim, que sob administração do Barão de Schnéeburg, foi fundada a Colônia Itajahi em 4 de agosto.
Ainda a bordo da Belmonte, Dr Joaquim Monteiro Montanoa expressou o desejo de todos em nomear a nova colônia com o nome “Brusque”, em homenagem ao presidente da Província. O nome foi oficializado em 1890.